# Gurjit Singh
Gurjit Singh – fidżyjski trener piłkarski.

## Kariera trenerska
W latach 90. XX wieku trenował Tailevu/Naitasiri F.C. Potem do 2009 pracował z Navua F.C. Od 2010 do 2011 roku trenował Lautoka F.C. W styczniu 2011 został mianowany na selekcjonera narodowej reprezentacji Fidżi. Potem prowadził Suva F.C.

## Sukcesy i odznaczenia

### Sukcesy trenerskie
- mistrz League Championship (for Districts): 2014
- mistrz Inter-District Championship: 2009, 2012, 2014
- mistrz Fiji Football Association Cup Tournament: 2009, 2012

### Sukcesy indywidualne
- trener roku 1994, 2012, 2014[6]